# Etelhard (biskup Winchesteru)
Etelhard z Winchesteru (Æthelheard, Æþelheard; żył w VIII wieku) – średniowieczny anglosaski biskup Winchesteru.
Jego imię wymienia m.in. Wilhelm z Malmesbury w swojej kronice Gesta Pontificum Anglorum. Wiadomo, że Etelherd został wyświęcony na biskupa między 759 a 778 rokiem.
Po jego śmierci biskupem Winchester został Ecgbald.